# Schizonycha consobrina
Schizonycha consobrina är en skalbaggsart som beskrevs av Johann Christoph Friedrich Klug 1855. Schizonycha consobrina ingår i släktet Schizonycha och familjen Melolonthidae. Inga underarter finns listade i Catalogue of Life.